# Dipoena tiro
Espèce
Dipoena tiro est une espèce d'araignées aranéomorphes de la famille des Theridiidae.

## Distribution
Cette espèce se rencontre au Venezuela dans l'État d'Aragua et au Brésil dans les États d'Amazonas, du Roraima, du Ceará, du Sergipe, de Bahia, du Tocantins, du Mato Grosso, du Minas Gerais, de Rio de Janeiro, de São Paulo, du Paraná et de Santa Catarina,.

## Description
La femelle holotype mesure 2,2 mm et le mâle paratype 1,9 mm.

## Publication originale
- Levi, 1963 : American spiders of the genera Audifia, Euryopis and Dipoena (Araneae: Theridiidae). Bulletin of the Museum of Comparative Zoology, vol. 129, no 2, p. 121-185 (texte intégral).